# دسته چهار نفره
دسته چهار نفره (چینی ساده: 四人帮; چینی سنتی: 四人幫; پین‌یین: Sì rén bāng) شامل چهار عضو رادیکال کنگره دهم حزب کمونیست چین بود که به عنوان یک تیم کار نمی‌کردند، اما آرای مشابهی در کنگره می‌دادند. اوج قدرت این گروه در دوره انقلاب فرهنگی چین (۱۹۶۶ تا ۱۹۷۶) بود. اعضای این گروه بعداْ به خیانت و جرایم دیگر متهم شدند و محاکمهٔ آنها، در اواخر دهه ۸۰ میلادی، نشان‌دهندهٔ تغییرات چشمگیری بود که از زمان تأسیس جمهوری خلق چین در سال ۱۹۴۹ تا آن تاریخ رخ داده بود.

## اعضا
- جیانگ چینگ
- ژانگ چون کیائو
- یائو ون یوئان
- وانگ هونگ ون